# FK Mladost Gacko

El FK Mladost Gacko (en serbio: Фудбалски клуб Mлaдocт Гaцкo) es un equipo de fútbol de Bosnia y Herzegovina que juega en la Segunda Liga de la República Srpska, una de las ligas regionales que conforman la tercera división de fútbol en el país.

## Historia
Fue fundado en el año 1970 en la ciudad de Gacko en la República Srpska y en sus primeros años los pasó jugando a nivel regional de los torneos republicanos.
La situación no cambió mucho tras la caída de Yugoslavia y la Guerra de Bosnia sino fue hasta que la Liga Premier de Bosnia y Herzegovina fue unificada en la temporada 2002/03 y fue uno de los equipos que jugaron esa temporada, en la que descendieron en su año de debut y no han regresado a la máxima categoría.